# Afristivalius fallaciosus
Afristivalius fallaciosus är en loppart som först beskrevs av Smit 1958.  Afristivalius fallaciosus ingår i släktet Afristivalius och familjen Stivaliidae. Inga underarter finns listade i Catalogue of Life.